# Șoarș (gmina)
Șoarș – gmina w Rumunii, w okręgu Braszów. Obejmuje miejscowości Bărcuț, Felmer, Rodbav, Seliștat i Șoarș. W 2011 roku liczyła 1755 mieszkańców. 

## Współpraca
Miejscowość partnerska:
- La Louvière, Belgia